# オーム川
オーム川（オームがわ、Ohm）は、ドイツヘッセン州中部を流れるラーン川支流の河川である。
ジーベン・アホルンの近くウルリッヒシュタインの南、フォーゲルスベルク山地から湧出する。ホムベルク、キルヒハイン、アメネブルクを縫うように流れ、ケルベでラーン川に合流する。

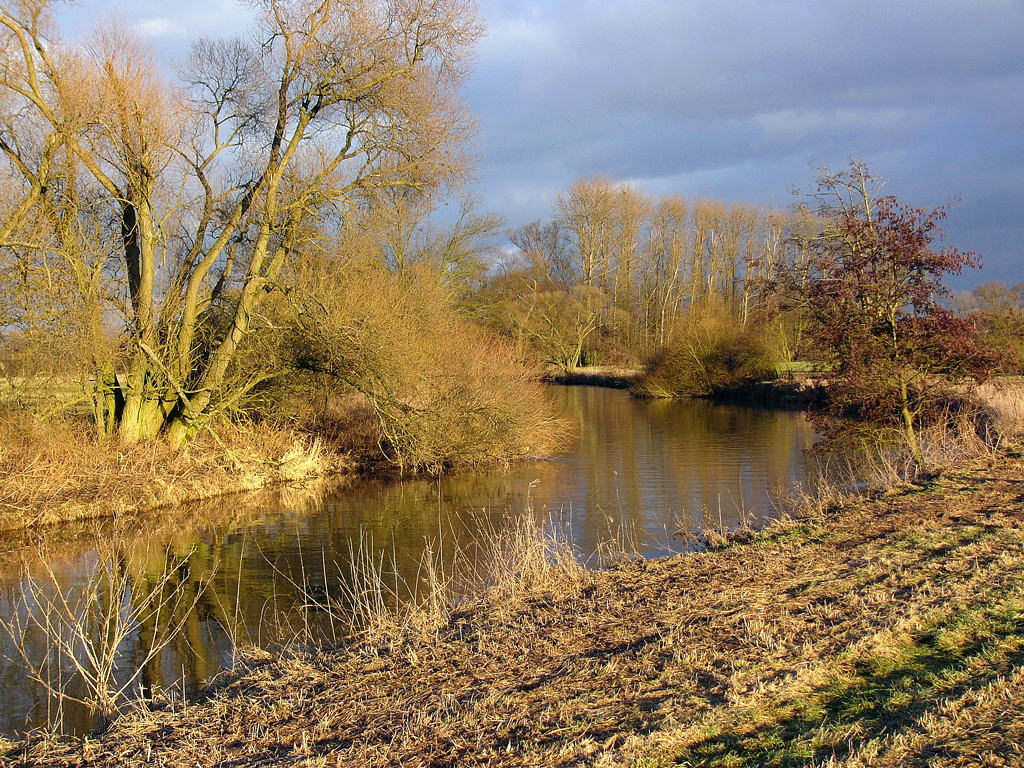
オーム川上流部。支流のヴォーラ川との合流点
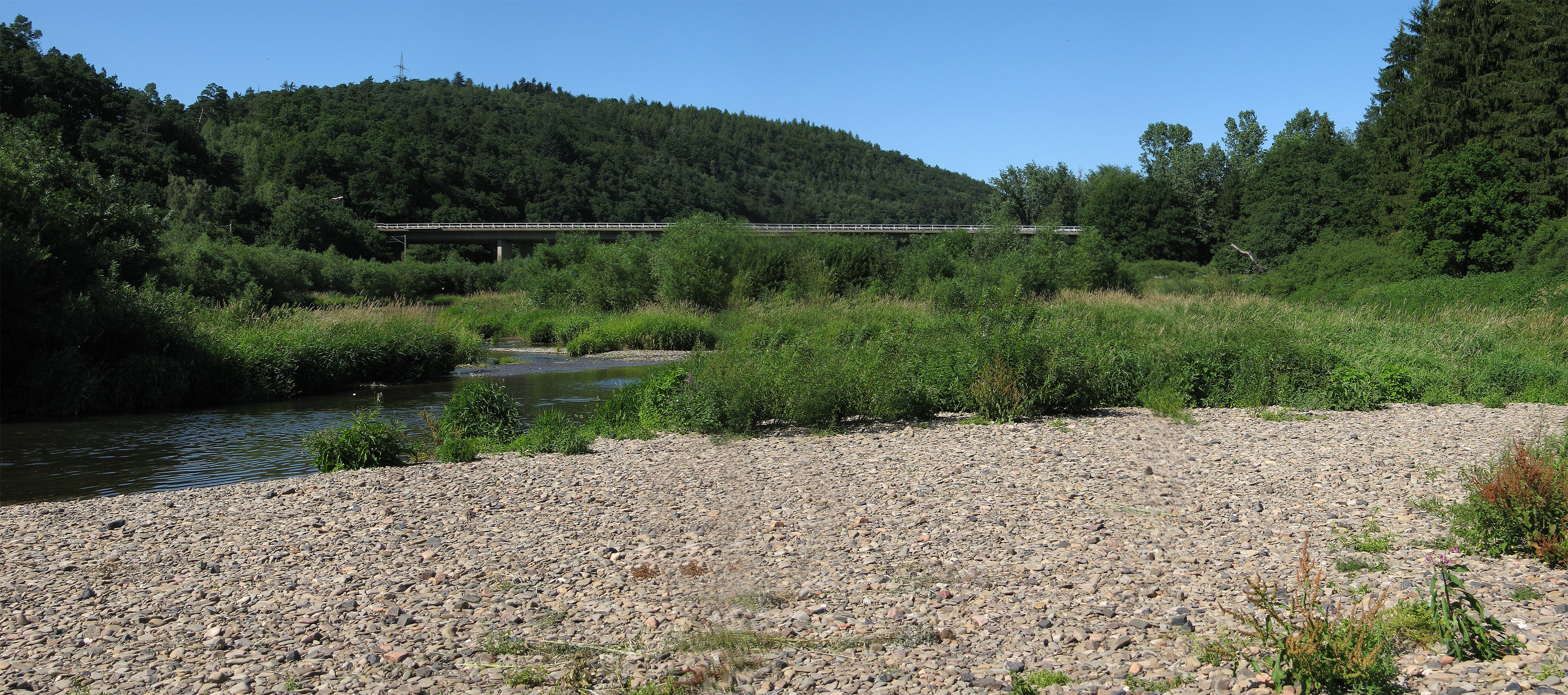
ラーン川に注ぐ河口